# 조니 반 잰트
존 로이 반 잰트(영어: John Roy Van Zant, 1960년 2월 27일 ~ )는 미국 가수이자 현재 서던 록 밴드인 레너드 스키너드의 리드 보컬리스트이다. 그는 레너드 스키너드의 공동 설립자이자 전 리드 보컬리스트인 로니 반 잰트와 38 스페셜 설립자 도니 반 잰트의 동생이다.